# 组合拓扑
组合拓扑是代数拓扑的一个较早名称，可追溯到空间的拓扑不变量（如贝蒂数）被视为从空间的组合分解（如分解为单纯复形）中导出的时期。在单纯逼近定理得到证明后，这种方法变得更加严谨。
名称的改变反映了将循环-模-便捷等拓扑类明确组织为阿贝尔群的举动，这种观点通常归功于埃米·诺特，名称的改变可能反映了她的影响。这一转变也归功于受诺特影响的海因茨·霍普夫的工作，及独立定义同调的Leopold Vietoris和Walther Mayer。
尼古拉·布尔巴基的笔记提供了相当精确的日期。1942年，拓扑还是“组合方法”的天下，到1944年就变成了“代数方法”。这一时期也是同调代数和范畴论引入拓扑空间研究并在很大程度上取代组合方法的时期。
Azriel Rosenfeld (1973)提出用于数字图像处理的数码拓扑，其可视作组合拓扑的新发展。陈立和荣永武得到了欧拉示性定理和高斯-博内定理的数码形式。2维网格拓扑已经出现在亚历山德罗夫-霍普夫的著作《拓扑学I》（1935）中。

## 脚注
1. ↑  如L'émergence de la notion de groupe d'homologie, Nicolas Basbois (PDF) （页面存档备份，存于）, （法語） note 41，明确称诺特发明了同调群。
2. ↑  Chronomaths （页面存档备份，存于）, （法語）.
3. ↑  Hirzebruch, Friedrich, "Emmy Noether and Topology" in Teicher 1999，第61–63頁.
4. ↑  McCleary, John.  (PDF).   [2023-12-01]. （原始内容存档 (PDF)于2022-01-19）. gives documentation (translated into English from French originals).
5. ↑  Chen, Li; Rong, Yongwu. . Topology and Its Applications. 2010, 157 (12): 1931–1936. MR 2646425. doi:10.1016/j.topol.2010.04.006.
6. ↑  Chen, Li; Rong, Yongwu. . 19th International Conference on Pattern Recognition (ICPR 2008): 3254–7. CiteSeerX 10.1.1.312.6573 . ISBN 978-1-4244-2174-9. arXiv:0804.1982 . doi:10.1109/ICPR.2008.4761192.